# 死体を売る男
『死体を売る男』（したいをうるおとこ、The Body Snatcher）とは、1945年公開のアメリカ合衆国のホラー映画。ロバート・ルイス・スティーヴンソンの短編『死体泥棒』をロバート・ワイズ監督で映画化。製作のヴァル・リュートンは「カーロス・キース」のペンネームで脚本も担当している。「ショック感覚の決定版！」というキャッチコピーで宣伝された。劇中で言及されるバーク、ヘア、ノックス医師は1828年に実際に起きた「バークとヘア連続殺人事件」の主犯たちである。なお、この映画はボリス・カーロフとベラ・ルゴシの最後の共演作でもある。
日本では2013年の「エドガー・G・ウルマーとゆかいな仲間たち」で劇場初公開されたが、それ以前に『死体を盗む男』のタイトルでテレビ放映、またNECアベニュー からビデオ発売されていた。

## あらすじ
19世紀、エディンバラの医者マクファーレンは病院経営のかたわら、医学生の教育にもあたっていた。そのためには解剖用の死体が必要だが、その当時、死体の売買は非合法で、辻馬車の御者グレイから闇で死体を買っていた。グレイは悪名高いバークとヘアの仲間だった男で、墓から死体を掘り出していたが、マクファーレンはそのことには目をつぶっていた。
ある時、手術のために若い女性の死体が必要になり、グレイに頼む。グレイは少女の死体を持ってきた。それを見てマクファーレンの助手フェッツは驚く。その少女は街頭で歌を唄っている少女で、フェッツは昨晩コインを恵んだばかりだったのだ。
フェッツからグレイが殺人を犯していたことを聞かされ、マクファーレンは動揺するが、隠蔽を決める。その話を盗み聞きした使用人のジョゼフがグレイを脅迫する。しかし、逆にグレイに殺される。
それを知ったマクファーレンはグレイを殺すが、最後は自滅する。

## キャスト
- ジョン・グレイ（死体屋）; ボリス・カーロフ
- ジョゼフ（マクファーレンの使用人）; ベラ・ルゴシ
- マクファレン（院長）; ヘンリー・ダニエル
- メグ; エディス・アトウォーター
- フェッツ; ラッセル・ウェイド
- マーシュ夫人; リタ・コーディ
- ジョージナ・マーシュ; シャリン・モフェット
- 歌唄いの少女; ドナ・リー

## 制作
『死体を売る男』はボロス・カーロフがRKOで主演した3本の映画の最初の1本。『吸血鬼ボボラカ』（1945年）、『恐怖の精神病院』（1946年）がこれに続く。プロデューサーはいずれもヴァル・リュートン。
『ロサンゼルス・タイムズ』紙のルイス・バーグによるインタビューで、ユニバーサル・ピクチャーズを離れ、リュートンと組んだことについてカーロフはこんなことを述べている。『フランケンシュタイン』（1931年）の成功以降、ユニバーサル社はその路線を推し進めた。その路線の最終回ともいえる『フランケンシュタインの館』はフランケンシュタインの怪物、ドラキュラ伯爵、狼男、せむし男が勢揃いする"モンスター・ジャムセッション"映画だった。映画はヒットしたが、ばかばかしくなって、ユニバーサルとの契約を更新しないことに決めた。RKOのリュートンはカーロフにとって「リビングデッドから救い出してくれた、いわば、魂を回復させた男」。
制作は『吸血鬼ボボラカ』とほぼ同時期に行われ、リュートンは両方の映画の脚本を担当した。もうひとりの脚本家フィリップ・マクドナルドはイギリス人で、推理作家としても知られている。
カーロフ同様、『魔人ドラキュラ』（1931年）で有名になったユニバーサルのベラ・ルゴシもRKOと契約した。リュートンとマクドナルドは彼のために小さな役を書いた。この作品がルゴシとカーロフの最後の共演作となった。
監督のロバート・ワイズは、後に『地球の静止する日』（1951年）、『ウエスト・サイド物語』（1961年）、『サウンド・オブ・ミュージック』（1965年）、『砲艦サンパブロ』（1966年）で有名監督になる。長くRKOで編集技師をしていたが、『キャット・ピープルの呪い』（1961年）で前任の監督がスケジュールを大幅に遅らせたため、プロデューサーのリュートンがワイズを監督に抜擢した。
撮影は1944年10月25日から11月17日にかけて行われた。撮影中、リュートンとエグゼクティブプロデューサーのジャック・J・グロスの間に緊張が走った。カーロフのギャラがあるのでその分予算をカットするとグロスが言い出したからだった。